# Partei (Recht)
Als Parteien werden in bürgerlichen Rechtsstreitigkeiten diejenigen Personen bezeichnet, die nach der Dispositionsmaxime darüber entscheiden können, ob sie einen Zivilprozess einleiten, fortführen oder beenden. Das sind der Kläger und der Beklagte.

## Deutschland

### Prozessuale Bedeutung
Die Stellung als Partei ermöglicht die prozessuale Durchsetzung der nach materiellem Recht begründeten Rechte und Pflichten bzw. um entsprechenden Rechtsschutz nachzusuchen.
Nach dem im Zivilprozessrecht geltenden formellen Parteibegriff ist Partei, wer klagt und wer verklagt wird unabhängig davon, ob dem Kläger der geltend gemachte Anspruch tatsächlich gegenüber dem Beklagten zusteht. Die Parteien ergeben sich aus der Bezeichnung in der Klageschrift (§ 253 Abs. 2 Nr. 1 ZPO) und ist gegebenenfalls durch Auslegung zu ermitteln.
Mit Zustellung der Klageschrift wird der geltend gemachte Anspruch rechtshängig (§ 261 ZPO) und zwischen Kläger, Beklagtem und Gericht entsteht ein dreiseitiges Rechtsverhältnis mit den sich aus der ZPO ergebenden öffentlich-rechtlichen Pflichten. Dazu zählen insbesondere die allseitige Prozessförderungspflicht (§ 282, § 139 ZPO), um den Parteien die Abgabe einer Stellungnahmen zum Vorbringen der Gegenseite rechtzeitig zu ermöglichen oder die Pflicht der Parteien, sich über tatsächliche Umstände vollständig und wahrheitsgemäß zu erklären (§ 138 ZPO). In bestimmten Fällen ist ein Parteiwechsel nach Rechtshängigkeit zulässig.
Wer Partei ist, kann im selben Prozessverhältnis grundsätzlich kein Zeuge sein. Ausnahme ist die Parteivernehmung (§ 445 Abs. 1 ZPO).
Nimmt ein Dritter – also eine andere Person als die Prozessparteien – die den Gegenstand des Rechtsstreits bildende Forderung in Anspruch, spricht man von einem Gläubiger- oder Prätendentenstreit.

### Voraussetzungen
Parteifähig ist, wer nach materiellem Recht rechtsfähig ist (§ 50 ZPO). Eine Person ist insoweit prozessfähig, als sie sich durch Verträge verpflichten kann (§ 52 ZPO), d. h. die Prozessfähigkeit ist das prozessuale Gegenstück zur Geschäftsfähigkeit des materiellen Rechts. Es gibt jedoch keine beschränkte Prozessfähigkeit. Nicht voll geschäftsfähige Parteien müssen sich durch ihren gesetzlichen Vertreter, juristische Personen organschaftlich vertreten lassen (§ 51 ZPO).
Vor den Land– und Oberlandesgerichten müssen sich alle Parteien durch einen Rechtsanwalt vertreten lassen (Anwaltsprozess, § 78 ZPO), sind also nicht selbst postulationsfähig. Nur vor den Amtsgerichten sind auch Parteiprozesse ohne anwaltliche Vertretung der Parteien zulässig (§ 79 ZPO).
Auf Kläger- und auf Beklagtenseite müssen grundsätzlich verschiedene Rechtspersönlichkeiten stehen. Ein sog. Insichprozess zwischen identischen Parteien ist unzulässig.
Sofern ein Kläger gegen mehrere Beklagte klagt oder mehrere Kläger gegen einen oder mehrere Beklagte (Streitgenossenschaft oder subjektive Klagehäufung), entstehen so viele Prozessrechtsverhältnisse, wie sich Kläger und Beklagte gegenüberstehen, die aber zusammen verhandelt werden können (§ 147, § 150 ZPO).
Im Fall einer gesetzlichen oder gewillkürten Prozessstandschaft kann auch ein Dritter, der nicht Inhaber des streitigen Rechts ist, prozessführungsbefugt sein. Der Klageantrag muss jedoch entsprechend formuliert werden (Leistung an den Rechtsinhaber). Die Frage, ob materiell der Kläger und der Beklagte die „richtigen“ Parteien sind (Aktiv- und Passivlegitimation), ist eine Frage der Begründetheit der Klage, während die parteibezogenen Prozessvoraussetzungen (Partei-, Prozess- und Postulationsfähigkeit, Prozessführungsbefugnis) über die Zulässigkeit entscheiden.

### Folgen
Ein rechtskräftiges Urteil wirkt insbesondere für und gegen die Parteien (inter partes, § 325 Abs. 1 ZPO). Die unterliegende Partei hat die Kosten des Rechtsstreits zu tragen (§ 91 Abs. 1 ZPO). Eine Partei, die nach ihren persönlichen und wirtschaftlichen Verhältnissen die Kosten der Prozessführung nicht aufbringen kann, erhält unter bestimmten Voraussetzungen Prozesskostenhilfe (§ 114 ZPO).

### Bezeichnung in anderen Zivilsachen
In nicht–streitigen Zivilsachen gibt es abweichende Bezeichnungen. Insbesondere in Verfahren in Familiensachen und Angelegenheiten der freiwilligen Gerichtsbarkeit, in denen der Amtermittlungs- statt des Beibringungsgrundsatzes gilt (§ 26 FamFG) und sich nicht zwei Parteien kontradiktorisch gegenüberstehen, gibt es Beteiligte (§ 7 FamFG). In Antragsverfahren ist der Antragsteller Beteiligter. Neben der Beteiligung des Antragstellers kraft Gesetzes gibt es auch Beteiligte kraft Hinzuziehung. Als Beteiligte sind hinzuzuziehen (Muss-Beteiligte):
1. diejenigen, deren Recht durch das Verfahren unmittelbar betroffen wird,
2. diejenigen, die auf Grund dieses oder eines anderen Gesetzes von Amts wegen oder auf Antrag zu beteiligen sind.

Das Gericht kann im Hinblick auf den Anspruch auf rechtliches Gehör und eine effektive Verfahrensteilhabe von Amts wegen oder auf Antrag weitere Personen als Beteiligte hinzuziehen (Kann-Beteiligte), etwa Personen, die sich aus sozialen, familiären und ideellen Gründen an einem Betreuungs- oder Unterbringungsverfahren oder als Pflegeeltern an einem Kindschaftsverfahren beteiligen möchten. Über die Hinzuziehung entscheidet das Gericht, sie unterliegt also nicht der Disposition der Parteien wie im Zivilprozess.
Im Zwangsvollstreckungsverfahren sind der Gläubiger und der Schuldner beteiligt.
Im Zwangsversteigerungsverfahren nach dem ZVG sind neben dem Gläubiger und dem Schuldner auch der Eigentümer (wenn Eigentümer und Schuldner unterschiedliche Personen sind), die Inhaber von Rechten an dem Grundstück (beispielsweise Wegerecht, Überbaurecht), die Mieter und Personen, welche ein Recht anmelden, beteiligt.

### Materielles Recht
Im Schuldrecht werden die Vertragspartner als Vertragsparteien bezeichnet, so z. B. ausdrücklich in § 305 Abs. 1 Satz 1 BGB. Zwischen den Vertragsparteien besteht ein Schuldverhältnis. Dieser Umstand ist für den formellen, prozessualen Parteibegriff und die Zulässigkeit einer Klage jedoch unerheblich. Er spielt erst für die Begründetheit der Klage eine Rolle.

## Strafprozess (Schweiz)
Gemäß Art. 104 der Schweizerischen Strafprozessordnung sind dortige „Parteien“
- die beschuldigte Person;
- die Privatklägerschaft;
- im Haupt- und im Rechtsmittelverfahren: die Staatsanwaltschaft.

Bund und Kantone können weiteren Behörden, die öffentliche Interessen zu wahren haben, volle oder beschränkte Parteirechte einräumen.